# اسپرسی خزری
اسپرسی خزری، اسپرسی کوه‌دشته (نام علمی: Hedysarum hyrcanum var. Hedysarum) نام یک نوع گیاه از سرده اسپرسی است.